# Вернер Дельмес
Вернер Дельмес (нім. Werner Delmes, 28 вересня 1930 — 13 січня 2022) — німецький хокеїст на траві.
Бронзовий призер Олімпійських Ігор 1956 року, учасник 1960 року.